# Deuteronomos duercki
Deuteronomos duercki är en fjärilsart som beskrevs av Hans Reisser 1958. Deuteronomos duercki ingår i släktet Deuteronomos och familjen mätare. Inga underarter finns listade i Catalogue of Life.